# DJ DYLVN
Dylan Fernandes (Capelle aan den IJssel, 7 maart 1993), beter bekend onder zijn artiestennaam DJ DYLVN, is een Nederlandse dj. Hij is de eerste dj die tekende bij het platenlabel Top Notch en staat momenteel onder contract bij Atlantic Records Benelux.

## Levensloop
DJ DYLVN is geboren en getogen in Nederland. Hij komt uit Surinaamse muzikale familie. In de zomer van 2017 tekende DJ DYLVN een contract bij het Platenlabel Top Notch en op 25 augustus 2017 bracht hij zijn eerste single genaamd Top Bezig uit in samenwerking met rappers Priceless (SFB), Maximilli en Youngbaekansie. Vervolgens bracht hij de singles Even Dansen  met Caza, Défano Holwijn & Zefanio, Mijn Best  met Ronnie Flex & Jonna Fraser, Bewijzen met I Am Aisha, Jayh Jawson, Jandro (SFB & Zefanio en Toca met Hef & Murda Turk uit.
De single Toca kwam met zijn album Chase  met bijdrages van onder meer Ronnie Flex, Jonna Fraser, I Am Aisha, Jayh Jawson, Gio, Caza, Defano Holwijn en leden van SFB. Het album heeft de gouden status behaald. De single Speling met Tabitha en Hansie is zijn grootste hit tot nu toe, en ontving de platina status.
In 2021 tekende hij als eerste artiest met Atlantic Records Benelux, onderdeel van Warner Music Benelux en bracht hij zijn single FASHIONOVA met Défano Holwijn en BKO uit. In 2024 had hij samen met Kleine John een hit in Nederland met Samen (niet alleen). Het nummer piekte op de 31e plek van de Top 40 en op de achtste plaats van de Single Top 100. Ook behaalde het de gouden status in Nederland.

## Albums
| Jaar | Album | Vlag van Nederland | Vlag van Nederland | Opmerkingen |
| Jaar | Album | 100                | weken              | Opmerkingen |
| ---- | ----- | ------------------ | ------------------ | --- |
| 2018 | Chase | -                  |                    | In samenwerking met onder andere Ronnie Flex, Jonna Fraser, Jayh Jawson, Dopebwoy, Gio, I Am Aisha, Jandro & Priceless van SFB, Caza, Défano Holwijn |

## Singles
| Jaar | Act                                                      | Nummer      | Vlag van Nederland | Vlag van Nederland | Opmerking |
| Jaar | Act                                                      | Nummer      | 100                | weken              | Opmerking |
| ---- | -------------------------------------------------------- | ----------- | ------------------ | ------------------ | --------- |
| 2017 | DJ DYLVN met Priceless, SFB, Maximilli en Youngbaekansie | Top Bezig   | tip 14             | 1                  |           |
| 2017 | DJ DYLVN met Caza, Défano Holwijn en Zefanio             | Even Dansen | tip 13             | 1                  |           |
| 2018 | DJ DYLVN met Ronnie Flex en Jonna Fraser                 | Mijn Best   | 29                 | 2                  |           |
| 2018 | Jayh Jawson, Jandro & Zefanio                            | Bewijzen    | tip 15             | 1                  |           |
| 2018 | DJ DYLVN met Hef en Murda Turk                           | Toca        | top 10             | 1                  |           |
| 2018 | DJ DYLVN met Hansie en Tabitha                           | Speling     | 61                 | 13                 |           |
| 2019 | DJ DYLVN met Jonna Fraser en Tabitha                     | Body=Fit    | tip 5              | 2                  |           |
| 2021 | DJ DYLVN met BKO en Défano Holwijn                       | FASHIONOVA  |                    |                    |           |